# Nokia 6021
Nokia 6021 – telefon produkowany przez firmę Nokia, działający w sieci GSM 900, 1800, 1900. W porównaniu z Nokią 6020, wyposażony jest w Bluetooth, natomiast nie ma aparatu cyfrowego.

## Dane techniczne

### Wyświetlacz
- Wyświetlacz TFT
- 65 tysięcy kolorów
- 128x128 pikseli

### Internet
- Przeglądarka XHTML do wyświetlania stron internetowych w telefonie
- Przeglądanie przy użyciu protokołu TCP/IP[1]

## Transmisja danych
- Wieloszczelinowa transmisja EDGE klasy 6, do 177,6 Kb/s
- Wieloszczelinowa transmisja GPRS klasy 10, do 80 Kb/s[1]

### Zasilanie
- Czas rozmów: 3 godziny
- Czas gotowości: 320 godzin

## Dodatkowe funkcje
- port podczerwieni (IrDA)
- łączność bezprzewodowa Bluetooth
  - Bezprzewodowe gry wieloosobowe[1]
- wysyłanie i odbiór wiadomości E-mail
- wysyłanie i odbiór wiadomości multimedialnych (MMS)
- obsługa aplikacji JAVA

## Wygląd zewnętrzny
Nokia 6021 posiada mały dżojstik, służący do używania go zamiast klawiatury. Po lewej stronie telefonu znajduje się regulator głośności, a po prawej jest przycisk „Naciśnij i mów (NIM)”, który służy do bezpośredniej rozmowy z danym, wcześniej skonfigurowanym odbiorcą, używając technologii VoIP.